# Linea T2 (rete tranviaria dell'Île-de-France)
La linea T2 (Trans Val-de-Seine) è una tramvia che effettua il servizio ai confini della città di Parigi, collegando Bezons con la Porte de Versailles, ad ovest della città. Fu inaugurata nel 1997, sfruttando principalmente una precedente infrastruttura ferroviaria della SNCF.
Il grande successo della linea (che oggi conta circa 65.000 utenti giornalieri), richiese un ampliamento dell'offerta di trasporto: nel 2005 i veicoli furono dunque ingranditi accoppiando due tram Citadis 302, per un totale di 440 posti per ciascun convoglio.